# Made in HEAVEN
「made in HEAVEN」（メイド・イン・ヘヴン）は、Toshlの1枚目のシングルおよび1枚目のオリジナル・アルバム。シングルは1992年10月21日・アルバムは同年11月21日、BMGビクター/アリオラ・レコードから発売された。

## 概要
当時Xの一員であったToshlのソロ・デビュー・シングル。
シングルバージョンのギター・ソロはHIDEによるもの。

## シングル収録曲
全編曲：井上鑑
1. made in HEAVEN
  - 作詞：松井五郎／作曲：ToshI
  - テレビ朝日系「ステーションEYE」エンディング・テーマ
2. Welcome to my destiny
  - 作詞：渡辺なつみ／作曲：夢野真音
  - メナード化粧品「ジュピエル」CMソング

## アルバム収録曲
特記以外作曲・編曲：井上鑑
1. Introduction
2. made in HEAVEN
  - 作詞：松井五郎／作曲：ToshI
  - 表記は無いがアルバム・バージョン。
3. Welcome to my destiny
  - 作詞：渡辺なつみ／作曲：夢野真音
  - 「made in HEAVEN」のカップリング曲。
4. Stranger in my love
  - 作詞：Yumeto／作曲：関口誠人
  - このアルバムで唯一のアップテンポのナンバー。
5. Misty love
  - 作詞：ToshI／作曲：夢野真音
6. One love
  - 作詞：松井五郎／作曲：ToshI
7. Somebody loves you
  - 作詞：ToshI
8. ～Prelude～ Beyond The Time
  - 作詞：ToshI
9. Gentle love for tomorrow（made in HEAVEN Strings Version）
  - 作詞：渡辺なつみ・ToshI／作曲：ToshI
  - 「made in HEAVEN」の英語版。